# Herwig Schopper
Herwig Franz Schopper (* 28. února 1924 Lanškroun) je německý fyzik českého původu a bývalý ředitel CERN.
Pracoval v mezinárodní Evropské organizaci pro jaderný výzkum (CERN), a to jako výzkumný pracovník (1966–1967), vedoucí divize nukleární fyziky (1970), člen vedení odpovědný za koordinaci výzkumného programu, předseda výboru ISR CERN (1973–1976), člen vědeckého výboru (1979) a jako generální ředitel (1981–1988).
V roce 2003 byl zvolen prezidentem International Centre for Synchrotron-Light for Experimental Science Applications in the Middle East (SESAME).